# Leslie Berlin
Leslie Berlin (9 de julho de 1969) é uma historiadora estadunidense.

## Carreira
Leslie Berlin é historiadora do Projeto para os Arquivos do Vale do Silício da Universidade Stanford. O primeiro livro de Berlin, publicado em 2005, The Man Behind the Microchip: Robert Noyce and the Invention of Silicon Valley, é uma biografia do inventor e empresário Robert Noyce. Também contribuiu com a coluna sobre inovação "Prototype" na seção dominical de negócios do The New York Times, de setembro de 2008 a julho de 2009. Atua no comitê consultivo do Centro Lemelson para o Estudo das Invenções e Inovações no National Museum of American History da Smithsonian Institution e é também uma das diretoras da IT History Society.
Recebeu um Ph.D. em história pela Universidade Stanford em 2001.